# Agentin mit Herz/Episodenliste
Diese Episodenliste enthält alle Episoden der US-amerikanischen Fernsehserie Agentin mit Herz in der Reihenfolge ihrer Erstausstrahlung in den Vereinigten Staaten. Von 1983 bis 1987 entstanden in vier Staffeln insgesamt 88 Episoden. Die Erstausstrahlung in den USA erfolgte durch CBS und vom 23. Juni 1986 bis zum 20. September 1990 sendete das ZDF 71 Episoden von Agentin mit Herz in deutscher Sprache, die restlichen 17 Episoden wurden bislang nicht im Deutschen Fernsehen ausgestrahlt.

## Staffel 1
| Nr. (ges.) | Nr. (St.) | Deutscher Titel            | Originaltitel                             | Erstausstrahlung USA | Deutschsprachige Erstausstrahlung (D) |
| ---------- | --------- | -------------------------- | ----------------------------------------- | -------------------- | ------------------------------------- |
| 01         | 01        | Amandas erster Einsatz     | The First Time                            | 3. Okt. 1983         | 23. Juni 1986                         |
| 02         | 02        | Das Geheimnis des Erfolgs  | There goes the Neighborhood               | 10. Okt. 1983        | 30. Juni 1986                         |
| 03         | 03        | —                          | If Thoughts Could Kill                    | 17. Okt. 1983        | —                                     |
| 04         | 04        | Eine Festung auf Rädern    | Magic Bus                                 | 24. Okt. 1983        | 17. Sep. 1987                         |
| 05         | 05        | —                          | The A.C.M. Kid                            | 31. Okt. 1983        | —                                     |
| 06         | 06        | Am seidenen Faden          | Always look a gift horse in the mouth     | 7. Nov. 1983         | 14. Juli 1986                         |
| 07         | 07        | Ein riskantes Abenteuer    | Service above and beyond                  | 14. Nov. 1983        | 7. Juli 1986                          |
| 08         | 08        | Auf eigene Faust           | Saved by the bells                        | 28. Nov. 1983        | 21. Juli 1986                         |
| 09         | 09        | —                          | Sudden death                              | 5. Dez. 1983         | —                                     |
| 10         | 10        | Friede auf Erden           | The long christmas eve                    | 19. Dez. 1983        | 22. Dez. 1986                         |
| 11         | 11        | Auferstehung von den Toten | Remembrance of things past                | 9. Jan. 1984         | 28. Juli 1986                         |
| 12         | 12        | Spuren der Vergangenheit   | Lost and found                            | 16. Jan. 1984        | 4. Aug. 1986                          |
| 13         | 13        | In letzter Sekunde         | I am not now, nor have I ever been… a spy | 30. Jan. 1984        | 11. Aug. 1986                         |
| 14         | 14        | Die Doppelgängerin         | Dead ringer                               | 6. Feb. 1984         | 18. Aug. 1986                         |
| 15         | 15        | —                          | The Mole                                  | 13. Feb. 1984        | —                                     |
| 16         | 16        | —                          | Savior                                    | 27. Feb. 1984        | —                                     |
| 17         | 17        | In der Falle               | The artful dodger                         | 5. März 1984         | 24. Sep. 1987                         |
| 18         | 18        | Die Verfolgung             | Filming Raul                              | 19. März 1984        | 25. Aug. 1986                         |
| 19         | 19        | Heiße Ware                 | Fearless dotty                            | 26. März 1984        | 1. Sep. 1986                          |
| 20         | 20        | In geheimer Mission        | Weekend                                   | 23. Apr. 1984        | 8. Sep. 1986                          |
| 21         | 21        | Warten auf Godorsky        | Waiting for Godorsky                      | 7. Mai 1984          | 15. Sep. 1986                         |

## Staffel 2
| Nr. (ges.) | Nr. (St.) | Deutscher Titel                  | Originaltitel                    | Erstausstrahlung USA | Deutschsprachige Erstausstrahlung (D) |
| ---------- | --------- | -------------------------------- | -------------------------------- | -------------------- | ------------------------------------- |
| 22         | 01        | Diamanten gegen Bargeld          | To catch a mongoose              | 1. Okt. 1984         | 1. Okt. 1987                          |
| 23         | 02        | —                                | Times they are a changing        | 8. Okt. 1984         | —                                     |
| 24         | 03        | Das Geisterschloss               | The Legend Of Das Geisterschloss | 22. Okt. 1984        | 8. Okt. 1987                          |
| 25         | 04        | Ein Doppelleben                  | Double agent                     | 15. Okt. 1984        | 22. Sep. 1986                         |
| 26         | 05        | Ein tiefgekühlter Fall           | Charity begins at home           | 29. Okt. 1984        | 15. Dez. 1986                         |
| 27         | 06        | Nachtfalter                      | Brunettes are in                 | 12. Nov. 1984        | 6. Okt. 1986                          |
| 28         | 07        | —                                | Our man in Tegernsee             | 19. Nov. 1984        | —                                     |
| 29         | 08        | Skandal in Bromfield Hall        | Affair in bromfield hall         | 26. Nov. 1984        | 15. Okt. 1987                         |
| 30         | 09        | Überlebenstraining               | A class act                      | 3. Dez. 1984         | 13. Okt. 1987                         |
| 31         | 10        | Unter Hypnose                    | Playing possum                   | 10. Dez. 1984        | 20. Okt. 1986                         |
| 32         | 11        | Die Masken der Lady Emilie       | The three faces of Lady Emily    | 31. Dez. 1984        | 27. Okt. 1986                         |
| 33         | 12        | Unter falschem Namen             | Ship of spies                    | 7. Jan. 1985         | 3. Nov. 1986                          |
| 34         | 13        | Die Überläufer                   | Spiderweb                        | 14. Jan. 1985        | 10. Nov. 1986                         |
| 35         | 14        | Ein tödlicher Auftrag            | A little sex, a little scandal   | 4. Feb. 1985         | 17. Nov. 1986                         |
| 36         | 15        | Abgestürzt                       | A relative situation             | 11. Jan. 1985        | 24. Nov. 1986                         |
| 37         | 16        | Der Mafia-Pate                   | Life of the party                | 18. Feb. 1985        | 1. Dez. 1986                          |
| 38         | 17        | —                                | Odds on a dead pigeon            | 24. Feb. 1985        | —                                     |
| 39         | 18        | Weißes Gift                      | Car wars                         | 11. März 1985        | 8. Dez. 1986                          |
| 40         | 19        | —                                | DOA: Delirious on arrival        | 18. März 1985        | —                                     |
| 41         | 20        | Toten schenkt man kein Vertrauen | You only die twice               | 1. Apr. 1985         | 29. Sep. 1986                         |
| 42         | 21        | Stunde der Wahrheit              | Burn out                         | 8. Apr. 1985         | 3. Sep. 1987                          |
| 43         | 22        | Mord unter Freunden              | Murder between friends           | 6. Mai 1985          | 10. Sep. 1987                         |
| 44         | 23        | —                                | Vigilante mothers                | 13. Mai 1985         | —                                     |

## Staffel 3
| Nr. (ges.) | Nr. (St.) | Deutscher Titel            | Originaltitel                     | Erstausstrahlung USA | Deutschsprachige Erstausstrahlung (D) |
| ---------- | --------- | -------------------------- | --------------------------------- | -------------------- | ------------------------------------- |
| 45         | 01        | Amandas kleine Romanze     | A lovely little affair            | 23. Sep. 1985        | 15. Sep. 1988                         |
| 46         | 02        | Man stirbt nur einmal      | We`re off to see the wizard       | 30. Sep. 1985        | 22. Okt. 1987                         |
| 47         | 03        | Raubfische                 | Over the limit                    | 7. Okt. 1985         | 22. Sep. 1988                         |
| 48         | 04        | Das Ende einer Karriere    | Tail of the dancing weasel        | 14. Okt. 1985        | 29. Okt. 1987                         |
| 49         | 05        | Lieben Sie Amerika?        | Welcome to America, Mr. Brand     | 21. Okt. 1985        | 5. Nov. 1987                          |
| 50         | 06        | Tödlicher Wein             | Sour grapes                       | 28. Okt. 1985        | 29. Sep. 1988                         |
| 51         | 07        | —                          | Utopia now                        | 4. Nov. 1985         | —                                     |
| 52         | 08        | Gefahr über der Stadt      | Reach for the sky                 | 11. Nov. 1985        | 12. Nov. 1987                         |
| 53         | 09        | Ein zielbewußter Profi     | J. Edgar`s ghost                  | 18. Nov. 1983        | 19. Nov. 1987                         |
| 54         | 10        | Flug in die Freiheit       | Flight to freedom                 | 25. Nov. 1985        | 26. Nov. 1987                         |
| 55         | 11        | Mr. Kings Heimkehr         | The wrong way home                | 2. Dez. 1985         | 6. Okt. 1988                          |
| 56         | 12        | Giftmischer                | Fast food for thought             | 16. Dez. 1985        | 13. Okt. 1988                         |
| 57         | 13        | Falsche Freunde            | One bear dances, one bear doesn`t | 6. Jan. 1986         | 3. Dez. 1987                          |
| 58         | 14        | Spiel, Satz und Tod        | Playing for keeps                 | 13. Jan. 1986        | 20. Okt. 1988                         |
| 59         | 15        | Das Geheimnis der Pyramide | Pharoah`s engineer                | 27. Jan. 1986        | 10. Dez. 1987                         |
| 60         | 16        | Das Triumvirat             | The triumvirate                   | 10. Feb. 1986        | 3. Nov. 1988                          |
| 61         | 17        | Geheimnisvolle Augen       | The eyes have it                  | 17. Feb. 1986        | 10. Nov. 1988                         |
| 62         | 18        | Francine in Nöten          | Wrong number                      | 3. März 1986         | 17. Nov. 1988                         |
| 63         | 19        | Ein königliches Erbe       | The boy who could be king         | 10. März 1986        | 17. Dez. 1987                         |
| 64         | 20        | Spuren aus dem Jenseits    | Dead men leave no trails          | 31. März 1986        | 24. Nov. 1988                         |
| 65         | 21        | Spione unter sich          | Three little spies                | 7. Apr. 1986         | 23. Apr. 1990                         |
| 66         | 22        | Die Wahrheitsdroge         | All the world's a stage           | 12. Mai 1986         | 7. Mai 1990                           |

## Staffel 4
| Nr. (ges.) | Nr. (St.) | Deutscher Titel                 | Originaltitel               | Erstausstrahlung USA | Deutschsprachige Erstausstrahlung (D) |
| ---------- | --------- | ------------------------------- | --------------------------- | -------------------- | ------------------------------------- |
| 67         | 01        | —                               | Stemwinder (1)              | 19. Sep. 1986        | —                                     |
| 68         | 02        | —                               | Stemwinder (2)              | 26. Sep. 1986        | —                                     |
| 69         | 03        | —                               | Unfinished business         | 3. Okt. 1986         | —                                     |
| 70         | 04        | Amanda schlägt Alarm            | No thanks for the memory    | 10. Okt. 1986        | 14. Okt. 1990                         |
| 71         | 05        | Als das Wasser grün wurde       | It's in the water           | 17. Okt. 1986        | 21. Okt. 1990                         |
| 72         | 06        | —                               | Night crawler               | 31. Okt. 1986        | —                                     |
| 73         | 07        | Die Kalahari-Liste              | Billy's lost weekend        | 7. Nov. 1986         | 28. Mai 1990                          |
| 74         | 08        | Der Killersatellit              | Photo finish                | 14. Nov. 1986        | 19. Juni 1990                         |
| 75         | 09        | —                               | The man who died twice      | 21. Nov. 1986        | —                                     |
| 76         | 10        | Der Starreporter                | Need to know                | 5. Dez. 1986         | 2. Juli 1990                          |
| 77         | 11        | Heiße Weihnacht                 | Santa's got a brand new bag | 19. Dez. 1986        | 9. Juli 1990                          |
| 78         | 12        | Familienangelegenheiten         | Any number can play         | 2. Jan. 1987         | 16. Juli 1990                         |
| 79         | 13        | Das Syndikat                    | Promises to keep            | 9. Jan. 1987         | 13. Jan. 1986                         |
| 80         | 14        | Ein Toter namens Stetson        | Rumors of my death          | 23. Jan. 1987        | 30. Juli 1990                         |
| 81         | 15        | —                               | Bad timing                  | 6. Feb. 1987         | —                                     |
| 82         | 16        | Hochzeit mit Hindernissen       | Do you take this spy        | 13. Feb. 1987        | 6. Aug. 1990                          |
| 83         | 17        | Das Gold der Bodega             | Mission of gold             | 20. Feb. 1987        | 13. Aug. 1990                         |
| 84         | 18        | Amanda schießt mit Tennisbällen | One flew east               | 27. Feb. 1987        | 20. Aug. 1990                         |
| 85         | 19        | Amanda und die Millionärin      | All that glitters           | 7. Mai 1987          | 3. Sep. 1990                          |
| 86         | 20        | Lee stellt eine Falle           | Suitable for framing        | 14. Mai 1987         | 10. Sep. 1990                         |
| 87         | 21        | Francines große Liebe           | A matter of choice          | 21. Mai 1987         | 20. Sep. 1990                         |
| 88         | 22        | Giraffe gesucht                 | The Khrushchev list         | 28. Mai 1987         | 17. Sep. 1990                         |